# NOISEMAKER
NOISEMAKER（ノイズメーカー）は、日本のロックバンド。パンク、ロックに留まらず、HIPHOPやR&B、グランジ、 オルタナなど様々なジャンルをクロスオーバーした 自由度の高いサウンドに支持を集める。ROCK × ARTを信念にアートワーク、デザイン、サウンドメイクなど、全てセルフで行っている日本一のDIY ロックバンド。

## メンバー
- AG（エイジ）ボーカル

本名: 佐々木 栄司
1985年6月18日生まれ
北海道出身
HIDEと兄弟（弟）
作詞、アートワーク担当
左利き
アートプロジェクト「DOTS COLLECTIVE」のメンバーとしても活動
- HIDE（ヒデ）ギター

本名: 佐々木 秀将
1983年1月29日生まれ
北海道出身
AGと兄弟（兄）
作曲、アートワーク担当
アートプロジェクト「DOTS COLLECTIVE」のメンバーとしても活動
- YU-KI（ユウキ）ベース

本名: 宮川 佑貴
1986年4月4日生まれ
北海道出身
- UTA（ユウタ）ドラム

本名: 伊藤 雄太
1987年2月4日生まれ
北海道出身

## 来歴
2003年
- AG と HIDE の兄弟により NOISEMAKER 結成。

年代不明
- AG が音楽専門学校の後輩 YU-KI を勧誘し加入。

2009年
- 1stアルバム『The 6 matters of the 6』リリース。
- 前ドラマーの脱退に伴い UTA が加入、現メンバー体制になる。

2010年
- 1stシングル『TITLE IS MYSELF』リリース。

2012年
- NO MATTER LIVE に初出演。
- EMPTY BOX TOUR FINAL でキャリア初となるワンマンライブを地元札幌で開催。

2013年
- coldrain、SiMがヘッドライナーを務めた「MONSTER ENERGY OUTBURN TOUR」大阪公演にゲストとして初出演。

2014年
- SATANIC CARNIVAL に初出演。
- 自主イベント「CIRCLE OF US Fes」を札幌と東京で開催。
- Crystal Lake、Survive Said The Prophet、wrong city らと共にタワーレコード限定スプリットアルバム『REDLINE RIOT！！』リリース。

2015年
- Crystal Lake、Survive Said The Prophet、wrong city らと共に「REDLINE RIOT TOUR 2015」を開催。
- メジャーレーベル A-Sketch に移籍。4thミニアルバム『NEO』でメジャーデビュー。
- 「NEO TOUR 2015」でキャリア初となる東名阪でのワンマンライブを開催。
- ROCK IN JAPAN FESTIVAL、SUMMER SONIC、TREASURE05X、DEAD POP FESTiVAL（野外フェス化後初）、イナズマロックフェス、OZZFEST JAPAN、COUNTDOWN JAPANなど数々の大型フェスに初出演。

2016年
- メジャー1stシングル『Butterfly』をタワーレコード限定でリリース。
- 自主イベント「CIRCLE OF US Fes 2016」を札幌で開催。
- メジャー1stアルバム『ROAR』リリース。
- ツーマンライブ体制の「ROAR TOUR 2016」を開催。
- MUSIC CUBE、ARABAKI ROCK FEST、百万石音楽祭などの大型フェスに初出演。
- メジャー2ndシングル『Something New』をLIVE会場＆A!SMART限定でリリース。
- 追加公演「ROAR TOUR 2016 FINAL EXTRA SHOW AT LIQUIDROOM」でワンマンライブ開催。

2017年
- ファンからのリクエスト曲で構成されたワンマンツアー「NOISEMANIA ONE MAN TOUR 2017」を地元北海道と東名阪で開催。
- 自主レーベル PLATINUM SHOES records から5thミニアルバム『RED APHELION』リリース。
- 「RED APHELION TOUR」を全国11ヵ所で開催。

2018年
- 「RED APHELION TOUR FINAL」で「ROAR TOUR 2016 FINAL EXTRA SHOW AT LIQUIDROOM」のリベンジとなるワンマンライブを開催。ソールドアウト[2]を達成。
- AGとHIDEによるアートプロジェクト「DOTS COLLECTIVE」を始動。「DOTS COLLECTIVE ART GALLARY」を開催。
- 自主企画となるサーキットフェス「KITAKAZE ROCK FES.2018」を開催。
- ライブDVD付属の4thシングル『Wings』リリース。
- 「NOISEMANIA 2018」を全国4ヵ所で開催。
- キャリア初となる海外ツアー「NOISEMANIA IN CHINA」を開催。
- JMS主催の「BODY and SOUL TOUR」に COUNTRY YARD、Crystal Lake、NAMBA69、Northern19、SHADOWS らと共に出演。

2019年
- ストリートアーティスト WK Interact がジャケットデザインを手掛けた6thミニアルバム『RARA』リリース。
- 「RARA TOUR 2019」を全国15ヶ所で開催。
- 「KITAKAZE ROCK FES.2019」を開催。
- 「DOTS COLLECTIVE」による展示会ツアー「CAPTIVATE」Exhibition tourを全国5カ所で開催。
- 新たに福岡、岡山公演を加えた「NOISEMANIA 2019」を全国6カ所で開催。

- 世界的イラストレーター Kim Jung Gi（キム・ジョンギ）がジャケットデザインを手掛けた5thシングル『MAJOR-MINOR』リリース。
- 上海で開催された Ichigo Records festival series -Prelude- “Exile” に出演。
- 二度目となる中国ツアー「NOISEMANIA in CHINA'19」をSurvive Said The Prophet の「Made In Asia CHINA TOUR 2019」と合同で開催。
- 「MAJOR-MINOR」QUATTRO TOUR を東名阪で開催。
- 「REDLINE ALL THE BEST 2019~10th Anniversary~」に出演。
- ポルノ超特急に初出演。

2020年
- coldrainが主催する「BLARE FEST. 2020」に出演。
- 「JMS presents BODY and SOUL SPECIAL」に出演。
- 対バンとして出演予定の ROTTENGRAFFTY「ハレルヤ TOUR 2020」公演当日に、新型コロナウイルス感染拡大により中止。
- 初の野外フェス「KITAKAZE ROCK FES.2020」が、新型コロナウイルス感染拡大により中止。
- ライブハウスの危機的状況を救済すべく、NOISEMAKER、SHADOWS、Crystal Lakeの3バンドから成る「FUTURE FOUNDATION」を結成。『DAWN』をリリースし、売上の一部を全国のライブハウス９店舗に寄付。
- 7thミニアルバム『H.U.E』リリース。「H.U.E. PROJECT」として、渋谷駅に巨大看板を掲示するほか、地元札幌のタワーレコード札幌ピヴォ店とコラボしたポスター企画、楽器展示・プレゼントキャンペーンなどを実施。
- 「H.U.E. TOUR」を発表するも、新型コロナウイルス感染拡大により延期。EX THEATER公演を「NOISEMAKER H.U.E. STREAMING LIVE at EX THEATER ROPPONGI」として無観客で収録配信。
- DOTS COLLECTIVEによる3rd Exhibition「FROM THE NODO BASEMENT」を東名阪札で開催。

2021年
- 延期・中止となった「H.U.E.TOUR」を東名阪札の４公演に絞り「H.U.E. EYE TO EYE TOUR」として開催。
- 「KITAKAZE ROCK FES.2021」開催を発表するも、2度目の中止。中止発表から1週間で、配信イベント「KITAKAZE ROCK UNITY」を開催。リアルタイムで7000人以上の視聴数を記録。
- FUTURE FOUNDATION 1st EP『TRINITY』をリリース。
- シングル「APEX」を配信リリース。
- DOTS COLLECTIVEによる4th Exhibition「BEAUTY MARKS」を東名阪で開催。
- 「NOISEMANIA 2021」を開催。13ヵ所にてソールドアウト。
- オリックス・バファローズの球団イベント『真夏のオリフェス』に出演。
- 「NOISEMANIA PREMIUM HALL TOUR」を東京、大阪の2ヵ所で開催。

2022年
- 8thミニアルバム『AXIS』リリース。「Hunter or Prey」は映画『ALIVEHOON アライブフーン』の主題歌、「APEX」は挿入歌として起用。 ジャケットは再び世界的イラストレイターKim Jung Giによる描き下ろし。
- 「AXIS TOUR」を全国10ヵ所で開催。
- 札幌芸術の森で「KITAKAZE ROCK FES.2022」を2日間開催。
- 京都大作戦に初出演。
- DOTS COLLECTIVEによる5th Exhibition「The Monogram Smile」を全国5ヵ所で開催。
- 「NOISEMANIA 2022」を東名阪札で開催。全箇所にサポートアクトとして同郷出身バンドであるHIKAGEが出演。
- 「NOISEMANIA PREMIUM 2022」を大阪、神奈川の2箇所で開催。

2023年
- 地元北海道4ヵ所を巡る「HOME TOUR」を開催。
- 札幌芸術の森で「KITAKAZE ROCK FES.2023」を2日間開催。
- キャリア初となるZeppツアー「ROAD TO 20th ANNIVERSARY ZEPP TOUR」を全国5ヵ所で開催。
- 9thミニアルバム『GOLD IMPRINTS』リリース。

2024年
- 「GOLD IMPRINTS TOUR」を東名阪で開催。
- 会場をZepp Sapporoに移し、「KITAKAZE ROCK FES.2024」を開催。
- COMING KOBEに初出演。
- 「NOISEMAKER 20th Anniversary THE EAGLE TOUR」を全国24ヵ所で開催。

## ディスコグラフィー

### ダウンロード
| 発売日        | タイトル        | 収録曲             | 備考                                                                                               |
| ------------- | --------------- | ------------------ | -------------------------------------------------------------------------------------------------- |
| 2017年7月14日 | Sora            | 1. Sora            | アプリゲーム ドラマチック時空RPG"SKYOVER（スカイオーバー）"主題歌。 iTunes、レコチョクにて配信中。 |
| 2020年6月20日 | Spineless Black | 1. Spineless Black | |
| 2021年6月30日 | APEX            | 1. APEX            | |
| 2023年5月17日 | LAST FOREVER    | 1. LAST FOREVER    | |

### LP
|     | 発売日          | タイトル                    | 規格品番   | 収録曲 | 備考                                |
| --- | --------------- | --------------------------- | ---------- | --- | ----------------------------------- |
| 1st | 2020年 1月29日  | MAJOR-MINOR Special Edition | VPJP-31010 | SIDE A 1. The Spinning Dancer 2. MAJOR-MINOR 3. Dry 4. MAJOR-MINOR Remix SIDE B 1. NAME Remix 2. SADVENTURES Remix 3. Butterfly Remix 4. NEO Remix | VAP STORE 限定商品                  |
| 2nd | 2020年 12月23日 | H.U.E. LP                   | VPJP-31012 | A-side 1. Spineless Black 2. Better Days 3. THE ONE 4. MAJOR-MINOR B-side 1. MY TIME 2. Because 3. SILENCE                                         | VAP STORE 及び LIVE会場限定販売商品 |

### DOTS COLLECTIVE
- ホームページ
- OFFICIAL (@DotsCollective) - X（旧Twitter）
- OFFICIAL (@dotscollective) - Instagram

### Twitter
- OFFICIAL (@__noisemaker) - X（旧Twitter）
- AG (@NOISEMAKERAG) - X（旧Twitter）
- HIDE (@NOISEMAKERHIDE) - X（旧Twitter）
- YU-KI (@NOISEMAKER_YUKI) - X（旧Twitter）
- UTA (@UTA_BOBY) - X（旧Twitter）

### Instagram
- OFFICIAL (@noisemaker_official) - Instagram
- AG (@noisemakerag) - Instagram
- HIDE (@noisemaker_hide) - Instagram
- YU-KI (@noisemakeryuki) - Instagram
- UTA (@uta_boby) - Instagram

### コラム
- AGのオタクのお宅訪問